# Linnaemya rapidus
Linnaemya rapidus är en tvåvingeart som först beskrevs av Johann Wilhelm Meigen 1838.  Linnaemya rapidus ingår i släktet Linnaemya och familjen parasitflugor. Inga underarter finns listade i Catalogue of Life.